# زربولاق
زربولاق هي بلدة في مقاطعة كاسان في ولاية قشقداريا في أوزبكستان.